# Danielle Dithurbide
Christiane Danielle Dithurbide Vega (Ciudad de México, 15 de marzo de 1983) es una periodista y conductora de noticieros mexicana. En enero de 2016, fue nombrada directora de Información internacional de Noticieros Televisa y, en agosto del mismo año, se convirtió en titular del noticiero matutino Las noticias con Danielle Dithurbide, de lunes a viernes a las 5:50 a. m. por Las Estrellas.
Actualmente, conduce el noticiero matutino Despierta, de lunes a viernes a las 7:00 a. m.

## Biografía

### Primeros años
Es licenciada en Historia por la Universidad Iberoamericana. Su inquietud por los medios de comunicación la hizo cursar un subsistema en periodismo y un diplomado en Radio y Televisión en la Escuela de Periodismo y Arte para Radio y Televisión (PART). En 2006, se incorporó a las filas de TV Azteca como reportera de investigaciones especiales y conductora de varios espacios informativos de Proyecto 40.

### Televisa
En marzo de 2010, se integró a Noticieros Televisa. Ahí le dio seguimiento periodístico a cuatro proyectos sociales en Iniciativa México, obteniendo el segundo lugar en la edición de 2010 y el tercero en la edición de 2011. Después fue incorporada al área de Investigaciones Especiales, en donde trabajó como reportera durante seis años.

### Terremoto del 19 de septiembre de 2017
La ausencia casi total de información oficial sobre las labores de rescate en la escuela Enrique Rébsamen generó versiones no confirmadas sobre lo que estaba ocurriendo allí. Ese centro escolar se convirtió en símbolo de la tragedia tras el poderoso terremoto de magnitud 7.1 que sacudió México después de que la periodista publicó un video en su cuenta personal de Facebook en donde presumía la existencia de una niña atrapada en los escombros del colegio. Tras el caso, Dithurbide siguió sosteniendo que autoridades de la Marina fueron quienes le informaron que una menor estaba con vida al interior de la estructura colapsada del colegio Enrique Rébsamen, lo cual fue desmentido por las autoridades.

## Premios
En 2011, 2012 y 2014, fue reconocida con el Premio Nacional de Periodismo otorgado por el Club de Periodistas de México por trabajos de investigación sobre la trata de personas con fines de explotación sexual, las prisiones para enfermos mentales en México y los asuntos de migración infantil.